# Ewa Kralkowska
Ewa Kralkowska (ur. 28 sierpnia 1941 w Lublinie) – polska lekarka i polityk, posłanka na Sejm IV kadencji, w latach 2001–2004 wiceminister zdrowia.

## Życiorys
Ukończyła studia na Wydziale Lekarskim Akademii Medycznej w Łodzi, następnie zaś studia podyplomowe w Paryżu. W 1978 uzyskała stopień doktora nauk medycznych. W tym samym roku pracowała w Mongolii jako ekspert Światowej Organizacji Zdrowia. Uzyskała specjalizację drugiego stopnia z zakresu chorób wewnętrznych i toksykologii. Jest współautorką podręczników akademickich oraz autorką kilkudziesięciu publikacji naukowych. W latach 1967–1988 była kierownikiem Ośrodka Leczenia Ostrych Zatruć w Instytucie Medycyny Pracy w Łodzi, następnie do 1991 ordynatorem w Wojewódzkiej Stacji Pogotowia Ratunkowego. Pracowała w urzędzie wojewódzkim (jako lekarz wojewódzki) do 1994, natomiast do 2001 była ordynatorem w Wojewódzkim Szpitalu Specjalistycznym w Łodzi.
W latach 1990–1998 pełniła funkcję radnej Łodzi. W 1994 przystąpiła do Unii Pracy. Zasiadała w zarządzie partii, kierowała jej radą wojewódzką w Łodzi. W 1993 i 1997 bez powodzenia ubiegała się o mandat poselski z listy UP. Była jednocześnie członkinią Naczelnej Rady Lekarskiej. W wyborach w 2001 uzyskała mandat posłanki na Sejm IV kadencji z okręgu łódzkiego, wybrano ją z listy SLD-UP (jako reprezentantkę UP). W rządach Leszka Millera oraz Marka Belki do 2004 zajmowała stanowisko wiceministra zdrowia, była uważana za jednego z najbliższych współpracowników Mariusza Łapińskiego. W 2003 była kandydatką na nowego ministra zdrowia, jednak nie objęła tej funkcji.
W 2005 i 2007 bez powodzenia startowała w kolejnych wyborach parlamentarnych, w 2006 bezskutecznie kandydowała w wyborach do rady miejskiej w Łodzi z listy koalicji Lewica i Demokraci. W 2010 jako przedstawicielka UP startowała bez powodzenia do sejmiku łódzkiego z listy SLD, rok później objęła mandat radnej w miejsce Dariusza Jońskiego (wybranego do Sejmu). Współtworzyła klub radnych SLD-UP w sejmiku. W 2014 bez powodzenia ubiegała się o reelekcję z listy koalicji SLD Lewica Razem. W 2015 powołana do zarządu Związku Polskich Parlamentarzystów.